# Лешер
Леше́р (фр. Leychert) — коммуна во Франции, находится в регионе Юг — Пиренеи. Департамент коммуны — Арьеж. Входит в состав кантона Лавлане. Округ коммуны — Фуа.
Код INSEE коммуны — 09166.

## Население
Население коммуны на 2008 год составляло 107 человек.
| 1962 | 1968 | 1975 | 1982 | 1990 | 1999 | 2006 | 2008 |
| ---- | ---- | ---- | ---- | ---- | ---- | ---- | ---- |
| 69   | 73   | 49   | 57   | 65   | 100  | 106  | 107  |

## Экономика
В 2007 году среди 63 человек в трудоспособном возрасте (15—64 лет) 47 были экономически активными, 16 — неактивными (показатель активности — 74,6 %, в 1999 году было 81,1 %). Из 47 активных работали 43 человека (21 мужчина и 22 женщины), безработных было 4 (2 мужчины и 2 женщины). Среди 16 неактивных 5 человек были учениками или студентами, 6 — пенсионерами, 5 были неактивными по другим причинам.